# Notarctia docta
Notarctia docta är en fjärilsart som beskrevs av Walker 1855. Notarctia docta ingår i släktet Notarctia och familjen björnspinnare. Inga underarter finns listade i Catalogue of Life.